# Eoauchenia
Eoauchenia és un gènere extint de mamífers litopterns de la família dels proterotèrids que visqueren a Sud-amèrica durant el Miocè superior, fa entre 5,3 i 7,2 milions d'anys. Se n'han trobat restes fòssils a les províncies argentines de Buenos Aires, La Pampa i La Rioja. Els fòssils a partir dels quals fou descrit consistien en material postcranial, com ara restes dels peus. Des d'aleshores, se n'han descobert dents, un crani, un esquelet, mandíbules i més material postcranial. Es diferencia de l'epiteri per la major esveltesa dels seus ossos.